# Org 27569
Org 27569 je lek koji deluje kao potentan i selektivan alosterini modulator kanabinoidnog CB1 receptor. In vitro ispitivanja sugerišu da se vezuje za regulatorno mesto na CB1 receptoru, čime uzrokuje konformacionu promenu koja povećava afinitet vezivanja CB1 agonista poput CP 55,940, dok umanjuje afinitet vezivanja CB1 antagonista ili inverznih agonista poput rimonabanta. Međutim dok Org 27569 povećava sposobnost CB1 agonista da se veži za receptor, on umanjuje efikasnost stimulacije signalizacije sekundarnim glasnikom, tako da se u praksi ponaša kao nepremostiv antagonist funkcije CB1 receptora.